# Blepharoneura amazonensis
Blepharoneura amazonensis es una especie de insecto del género Blepharoneura de la familia Tephritidae del orden Diptera.

## Historia
Lima y Luis Anderson Ribeiro Leite la describieron científicamente por primera vez en el año 1952.